# 日の出温泉 (山梨県)
日の出温泉（ひのでおんせん）は、山梨県笛吹市の旧東山梨郡春日居町地域にある温泉である。
春日居町には日の出温泉とは別に春日居温泉があり、この2つの温泉を春日居温泉郷（かすがいおんせんきょう）としているが、開湯時期が大きく異なることから別項目として扱う。

## 泉質

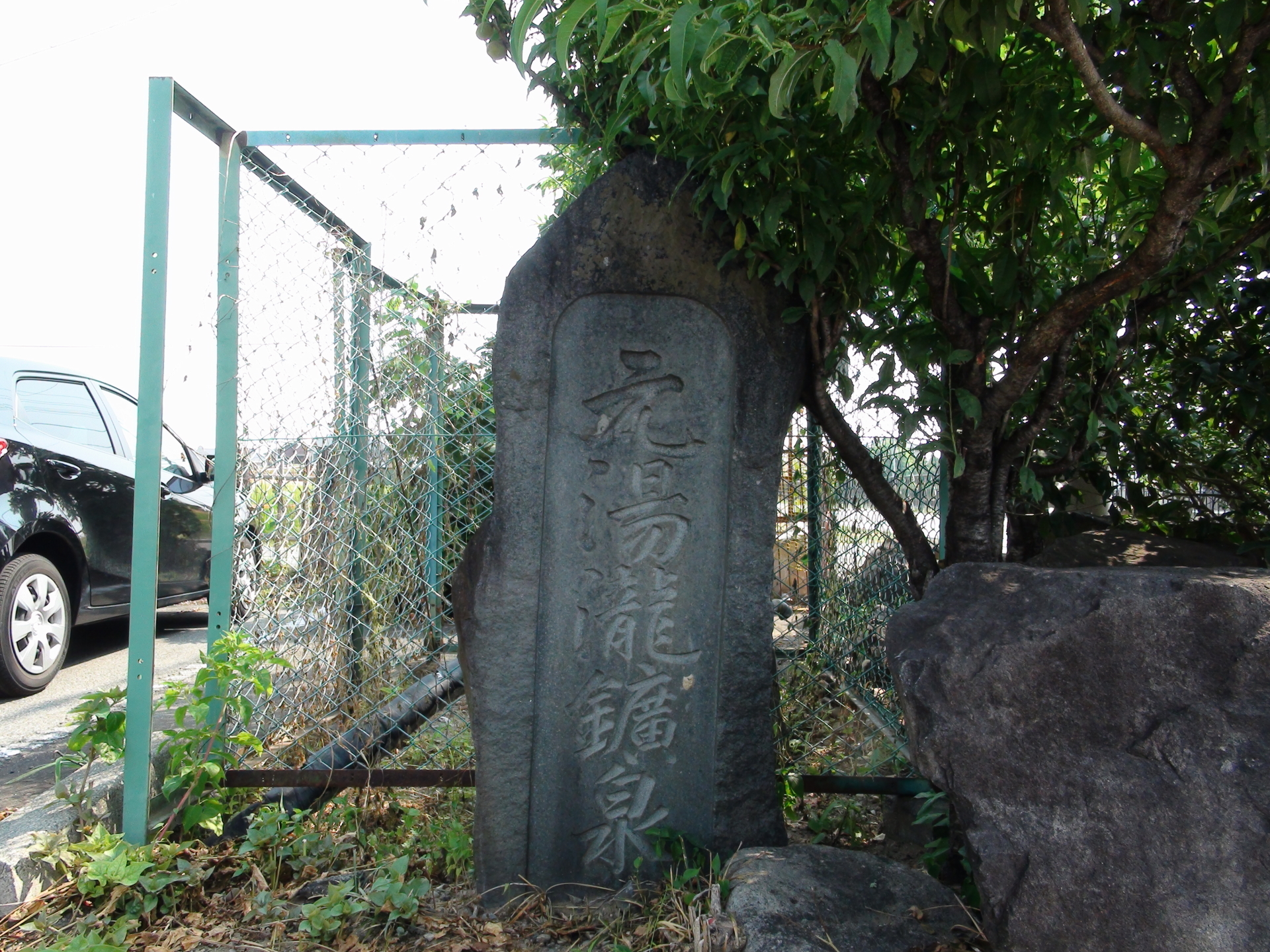
平等川沿いにある源泉石碑。背後の金網の中に源泉井がある。（2013年8月11日撮影）

- 単純温泉

## 概要
開湯は1909年（明治42年）と石和温泉郷の中では一番古い。

## 温泉街
温泉宿として旅館が 1 件あるのみである。石和温泉郷の他の 2 つの温泉とは離れており、笛吹川の支流である平等川の北に位置する。北西側にはすぐ大蔵経寺山が迫っており、歓楽温泉として賑いを見せる石和・春日居の各温泉に対して閑静な場所となっている。

## 交通アクセス
石和温泉駅北口から徒歩で北進｡
川沿いに位置する｡